# Reproduction (album)
Albums de The Human League
Holiday' 80
(1980)
Singles
1. Empire State Human
Sortie : 12 octobre 1979

Reproduction est le premier album studio du groupe britannique The Human League, sorti en octobre 1979.

## Liste des titres
1. Almost Medieval (4:34)
2. Circus of Death (3:51)
3. The Path of Least Resistance (3:27)
4. Blind Youth (3:16)
5. The Word Before Last (3:56)
6. Empire State Human (3:10)
7. Morale...You've Lost That Loving Feeling (9:30)
8. Austerity/Girl One (Medley) (6:38)
9. Zero As A Limit (4:01)

## Classement
| Classement (1981)             | Meilleure place |
| ----------------------------- | --------------- |
| Royaume-Uni (UK Album Charts) | 34              |